# Pierre de Jélyotte
Pierre de Jélyotte (Lasseube, 13 aprile 1713 – Estos, 12 ottobre 1797) è stato un tenore francese (haute-contre), anche strumentista (violino e violoncello) e occasionalmente compositore. Per la gran fama di cui godé in Francia alla metà del XVIII secolo, egli è ricordato come precursore del mito ottocentesco del tenore.

## Biografia

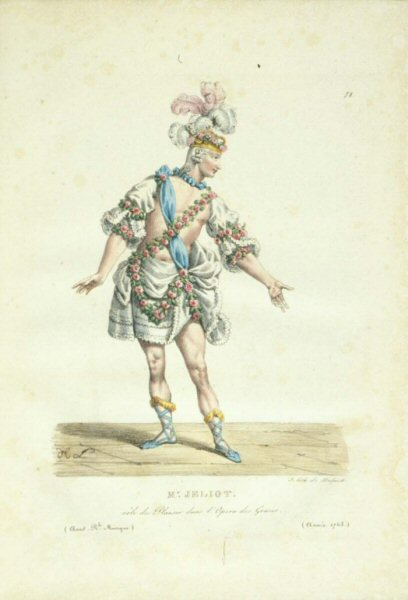
Jélyotte interpreta "Les Grâces", in una incisione su carta, 23 x 18 cm, di François-Séraphin Delpech (1778-1825)

Formato a Tolosa, debuttò al Concert Spirituel di Parigi nel 1733 e l'anno stesso passò all'Opéra. Rameau scrisse per lui le principali parti da haute-contre nelle sue opere, a partire dal 1739, anno in cui Jélyotte divenne primo tenore della compagnia. Nella cappella di Corte tenne il ruolo di primo violino, e fu primo violoncello presso il Théatre des Petits Appartements di Madame de Pompadour, della quale fu anche insegnante di canto. Andò in pensione dall'Académie Royale de Musique nel 1755, ma rimase attivo a corte per oltre un decennio, fino a novembre del 1765, quando ottenne finalmente l'autorizzazione a ritirarsi nel suo paese natale all'ombra dei Pirenei. Il 17 marzo 1901, i suoi concittadini di Pau inaugurarono una statua in suo onore, collocata nel parco Beaumont. La statua in bronzo, che aveva sostituito l'originale in pietra, fu però poi fusa durante il Regime di Vichy e non è stata più ricostruita, anche per l'assenza di un calco in gesso dell'originale.
A lui è intitolato un collegio a Lasseube e una sala spettacoli/teatro (l'espace culturel Pierre Jéliote) a Oloron-Sainte-Marie.

## Opere
- Le temple de la Gloire, Jean-Philippe Rameau (1745)